# Габонский когтеносец
Габонский когтеносец (лат. Hymenochirus feae) — вид земноводных семейства пиповых. Видовое название дано в честь итальянского зоолога Leonardo Fea (1852—1903).
Эндемик Габона. Встречается в субтропических или тропических влажных равнинных лесах, реках, временных пресноводных озёрах и маршах.